# Rodolphe de Diesbach
Pour les articles homonymes, voir Diesbach.
Rudolf von Diesbach. "Rudolf" Anton, Freiherr von Diesbach, né à Berne le 27 juillet 1734 et y décédé le 30 mars 1797, est un général suisse de la Révolution française.

## Biographie
Entré au service de la France, Rudolf von Diesbach est tout d'abord enseigne au régiment de Bettens en 1749 puis aux Gardes suisses en 1751. Par la suite, il est Sous-lieutenant en 1752, capitaine-commandant dans le régiment de Jenner en 1754 et fait les campagnes d'Allemagne (1759-1761) où il obtient une demi-compagnie en 1759.
Devenu lieutenant-colonel en 1766, il devient capitaine d'une compagnie de fusiliers aux Gardes suisses en 1768 puis colonel en 1780, brigadier en 1780 et maréchal de camp le 1er janvier 1788. 
Il est aussi le dernier colonel-propriétaire du régiment de Diesbach en 1792 mais s'occupe du rapatriement du régiment d'Ernst en 1792. Rentré en Suisse, il y devient bailli de Köniz en 1793. Il est aussi commandeur en 1783 puis grand-croix de l'ordre du Mérite militaire en 1784.
Il a épousé Adrienne-Nanette Grenier, fille de Charles Grenier, bourgeois de Vevey. Rudolf était fils de Niklaus Albrecht von Diesbach, capitaine au service de France, et de Salomé Tillier.

## Famille
La maison de Diesbach est d'origine suisse, du canton de Berne. À la Réforme, une partie de la famille demeura catholique et, devant quitter Berne, se réfugia à Fribourg. Les Diesbach ont fourni un grand nombre d'officiers au service étranger, notamment en Autriche, France, Pologne, Sardaigne, et Naples. En France le régiment suisse de Diesbach, créé en 1690, devint le 85e régiment d'infanterie de ligne.
Voir : 
- Nicolas de Diesbach (1430-1475),
- Ludwig von Diesbach (de) (1452-1527),
- Frédéric de Diesbach Torny (1741-1815),
- Louis de Diesbach de Belleroche (1893-1982),
- Roger de Diesbach (1944-2009),
- Ghislain de Diesbach de Belleroche (1931-).